# Сярюнлахти
Сярюнла́хти — залив площадью порядка 1 км² и глубиной до 1—2 метров в южной части Кавголовского озера. Находится в посёлке Токсово Ленинградской области России, западнее железнодорожной линии Санкт-Петербург — Приозерск.
Из южной оконечности залива вытекает река Токса.
Недалеко оттуда в 1920-е гг. археологи обнаружили стоянку древних людей эпохи неолита.
Часть берега заболочена, купание возможно лишь у отдельных мест холмистого восточного побережья и на пляже «Венеция» (название намекает на аналогию с сырой венецианской лагуной) на юго-западе залива в конце проложенной через болото 500-метровой насыпи.
Точной северной границы залива нет, неформально она пролегает по широте ~ 200 м севернее «Венеции».
До постройки (в ходе гидротехнических работ на токсовских озёрах, рубеж XVIII—XIX вв.) подпирающей плотины у истока реки Токса акватория залива являлась самостоятельным озером. Оно носило наименование Сяркиярви (по-фински järvi означает озеро, а lahti — залив). На географических картах шведского периода и начала-середины XVIII века вместо нынешнего Кавголовского озера представлены два водоёма, разделённые узкой перемычкой, в отличие от более современных карт.
Слово särki переводится с финского как плотва, но при передаче названия по-русски вместо перевода просто подбиралось нечто похоже звучащее, скажем Серго-, или делалась не всегда точная транслитерация. Причина укоренившегося в итоге искажения до Сярюн- неизвестна. Похожие названия (Сярки/Сярюн-йоки, joki = река) раньше также использовались для речки Токсы.